# Comunidad judía de Melilla
La comunidad judía de Melilla es una de las más antiguas y pequeñas de España, pero ha jugado un papel clave en la historia y el desarrollo de la ciudad. Melilla, situada en el norte de África, ha sido históricamente un punto de encuentro entre diversas culturas y religiones, y los judíos han estado presentes desde tiempos antiguos. Su historia se ha forjado a lo largo de los siglos, fusionando diversas ramas de la comunidad judía, tanto sefardíes como magrebíes, en una identidad común.

## Historia
La presencia judía en Melilla puede rastrearse hasta el siglo I a. C., cuando el enclave fenicio de Rusadir, que más tarde sería conocido como Melilla, formaba parte de una red comercial que incluía asentamientos judíos en todo el norte de África. Durante la dominación romana, se establecieron comunidades judías en toda la región, incluyendo lo que hoy es Marruecos. Tras la destrucción del Templo de Jerusalén en el año 70 d. C., muchos judíos se establecieron en el norte de África, un proceso que continuó durante siglos.
En el siglo XV, con la expulsión de los judíos de España en 1492, muchos sefardíes buscaron refugio en el norte de África, incluida la región de Marruecos. A lo largo de los siglos, las comunidades judías en Marruecos se dividieron en dos grandes ramas: los megoráshim (judíos sefardíes que provenían de España) y los toshabim (judíos magrebíes, descendientes de aquellos que ya vivían en la región).

### Resurgimiento de la Comunidad Judía en Melilla
La llegada de la comunidad judía a Melilla se intensificó en el siglo XIX. Tras la guerra de África (1859-1860) y la firma del Tratado de Wad-Ras, muchos judíos procedentes de Tetuán se trasladaron a Melilla. Estos judíos sefardíes, descendientes de los expulsados de España en 1492, hablaban jaquetía (un dialecto judeoespañol) y mantenían una rica tradición cultural hispana. A partir de 1862, tras la Paz de Uad Ras, un grupo de judíos dejó Tetuán y, junto con las tropas españolas, se estableció en Melilla, donde empezaron a prosperar rápidamente.
En 1881, tras la construcción de viviendas en el barrio del Mantelete, la comunidad judía comenzó a organizarse de manera más formal. El comerciante sefardí Joseph Levy, junto con otros miembros de la comunidad, fundaron el barrio hebreo, que se convirtió en el centro económico y social de la comunidad.
Al mismo tiempo, en la región del Rif, las tensiones políticas y las sublevaciones contra el sultán Moulay Abdelaziz obligaron a muchos judíos magrebíes, conocidos como toshabim, a abandonar sus hogares y buscar refugio en Melilla. La llegada de estos judíos magrebíes se produjo principalmente entre 1903 y 1904, cuando miles de familias huyeron de la violencia en ciudades como Taza. Inicialmente, estos judíos tenían menos formación cultural y económica que los sefardíes, pero con el tiempo se asimilaron a la comunidad judía sefardí y contribuyeron a formar una comunidad israelita unificada.

### Expansión y Desarrollo en elSigloXX
Durante las primeras décadas del siglo XX, la comunidad judía de Melilla creció significativamente, alcanzando una población de alrededor de 7.000 personas en 1930. Durante este tiempo, los judíos de Melilla fueron fundamentales para el desarrollo económico de la ciudad, gracias a su habilidad comercial. Fueron clave en la conexión de Melilla con el interior de Marruecos, facilitando el comercio de productos africanos con Europa.
La creación del protectorado español en Marruecos en 1911 amplió aún más las oportunidades comerciales para los judíos de Melilla. Sin embargo, con el fin del protectorado en 1956 y la independencia de Marruecos, muchos judíos de la ciudad emigraron a España, Israel y América, reduciendo significativamente su número en Melilla.

## Comunidad judía actual
Hoy en día, la comunidad judía de Melilla sigue siendo una parte importante de la vida social, cultural y económica de la ciudad, aunque su población ha disminuido considerablemente. Aproximadamente un millar de judíos viven en Melilla, y su presencia continúa siendo significativa en la vida diaria de la ciudad, especialmente en el ámbito comercial.
Los judíos de Melilla siguen siendo en su mayoría sefardíes, pero también conservan una rica herencia cultural magrebí debido a la fusión de los diferentes grupos que han formado la comunidad a lo largo de los siglos. La comunidad mantiene activas varias instituciones religiosas y culturales, como la sinagoga y el Liceo Sefardí de Melilla, y celebra las festividades judías con entusiasmo. Además, la ciudad alberga uno de los pocos cementerios judíos en España, que sigue siendo un símbolo de la histórica presencia judía en la ciudad.
La contribución de los judíos a la arquitectura de Melilla es también notable, especialmente en el desarrollo del modernismo melillense, donde se encuentran varios edificios construidos por miembros de la comunidad.
A pesar de ser una comunidad pequeña en número, los judíos de Melilla siguen siendo una parte fundamental del carácter multicultural de la ciudad, contribuyendo a la preservación de su diversidad religiosa y cultural.